# Yinong (köpinghuvudort i Kina, Zhejiang Sheng, lat 30,20, long 120,59)
Yinong är en köpinghuvudort i Kina. Den ligger i provinsen Zhejiang, i den östra delen av landet, omkring 41 kilometer öster om provinshuvudstaden Hangzhou. Antalet invånare är 45 609. Befolkningen består av 22 470 kvinnor och 23 139 män. Barn under 15 år utgör 14,0 %, vuxna 15-64 år 73 %, och äldre över 65 år 11,0 %.
Närmaste större samhälle är Qianqing, 19,1 km väster om Yinong. Trakten runt Yinong består till största delen av jordbruksmark.
Genomsnittlig årsnederbörd är 1 912 millimeter. Den regnigaste månaden är juni, med i genomsnitt 316 mm nederbörd, och den torraste är november, med 74 mm nederbörd.